# Agraecina salsicola
Espèce
Agraecina salsicola est une espèce d'araignées aranéomorphes de la famille des Liocranidae.

## Distribution
Cette espèce est endémique de Tunisie. Elle se rencontre vers Kalâat el-Andalous.

## Description
Le mâle holotype mesure 5,0 mm.

## Publication originale
- (en) Abir Boubakri, Robert Bosmans, Julien Pétillon et Mohamed Sghaier Achouri, « Description of a new Agraecina species from Tunisia (Araneae: Liocranidae), with a review of all species of the genus », Zootaxa, vol. 4772, no 1,‎ 7 mai 2020, p. 195–200 (ISSN 1175-5326, DOI 10.11646/zootaxa.4772.1.9, lire en ligne, consulté le 11 mars 2025).